# Laysa Laysa
Laysa Laysa (Lesa Lesa) to kollywoodzki film miłosny z 2002 roku w reżyserii Priyadarshana, autora Bhool Bhulaiyaa, Chup Chup Ke. W rolach głównych Shaam, Trisha i Madhavan. Dużą popularnością cieszyły się piosenki z tego filmu skomponowane przez Harris Jeyaraja. Film jest remakiem filmu malajalam Summer In Bethlahem z Suresh Gopi, Manju Warrier i Jayaram w rolach głównych. Jego akcja rozgrywa się w uzdrowiskowej miejscowości górskiej w Utakamand. Film opowiada historię dziewczyny kochanej przez dwóch mężczyzn miłością pełną poświęcenia. Tłem tej historii miłosnej jest dramat studenckiego buntu, walki z powiązanymi z gangsterami politykami i terror jako odpowiedź na przemoc w rozgrywkach przedwyborczych.
To pierwszy film, w którym Trisha gra rolę główną. Remake filmu w malajalam.

## Fabuła
Nieudacznikowi Chandru (Vivek) ziemia pali się pod nogami, z każdej strony czyhają na niego dłużnicy. On sam uciekając od nich kłamie inwestującemu w niego miliony dziadkowi. Odmalowuje przed nim obraz siebie jako człowieka sukcesu. Pewnego dnia jednak musi zmierzyć się z prawdą. Dziadek z całą rodziną postanawia spędzić wakacje w pałacu wzbogaconego wnuka. Przerażony Chandru błaga o pomoc bogatego przyjaciela. Rakesh (Shaam) zgadza się udawać jego wspólnika pozwalając rodzinie myśleć, że jego dom i posiadłość są własnością Chandru. Wkrótce zostaje przez despotycznego dziadka sprowadzony do roli managera traktowanego jak służący. Jasną stroną tej sytuacji jest obecność wielu pięknych dziewczyn w jego domu. Spośród wszystkich wnuczek starego despoty Rakeshowi wpada w oko niezależna, dokuczająca mu Bala (Trisha). Zakochany poprosiwszy ją o rękę zostaje skonfrontowany z jej bolesną przeszłością. Bala jest już ... żoną człowieka czekającego w więzieniu na wyrok śmierci (Madhavan).

## Muzyka i piosenki
- Anu Radha Laysa Laysa
- Ennai Polave
- Etho Onru
- Laysa Laysa
- Mudan Mudalai
- Ulaga Azagiye

### Obsada
- Shaam .... Rakesh
- Trisha .... Balamani
- Vivek .... Chandru
- Madhavan .... Deva Narayanan(gościnnie)
- Cochin Haneefa....
- Radharavi ....
- Mayilsamy ....
- Innocent .... Pandi